# Robert Dick
Robert Dick (født 4. januar 1950) er en fløjtenist og komponist fra USA med speciale i eksperimentel musik og extended techniques. Han har blandt andet været med i den eksperimentelle træblæsertrio New Winds med Ned Rothenberg og J. D. Parran.